# Дело Пичугина
Дело Пичугина — расследование и судебные процессы по фактам преступлений, которые были инкриминированы главе отдела внутренней экономической безопасности в нефтяной компании «ЮКОС» Алексею Пичугину. В 2007 году Пичугин был признан судом виновным и приговорён к пожизненному заключению.
Пичугин был признан виновным в следующих преступлениях:
- убийство 26 июня 1998 года мэра Нефтеюганска В. А. Петухова[1]
- покушение в ноябре 1998 года на бывшего советника по общественным связям председателя совета директоров промышленно-финансового объединения «МЕНАТЕП» Михаила Ходорковского О. Н. Костину;[2];
- покушения в 1998 и 1999 годах на главу австрийской нефтяной компании «East petroleum handelsgas GmbH» Евгения Рыбина и убийство его водителя[1];
- убийство в 2002 году тамбовского предпринимателя Сергея Горина и его супруги;[2]
- убийство в январе 1998 года директора московской компании «Феникс» Валентины Корнеевой[1];
- нападение летом 1998 года на управляющего делами ЗАО «Роспром» Сергея Колесова[2].

ЕСПЧ дважды констатировал, что в ходе судебных процессов по делам Пичугина в Мосгорсуде была нарушена статья 6 Европейской конвенции о праве на справедливое правосудие.

## Преступления и их первоначальное расследование

### Убийство Валентины Корнеевой
21 января 1998 года директор московской компании ТОО «Торговая фирма „Феникс“» Валентина Корнеева была убита выстрелом в голову у дверей своей квартиры. Ранее Корнеева отказалась продать принадлежащее ей помещение структурам, подконтрольным МЕНАТЕПу.

### Нападение на Сергея Колесова
Летом 1998 года был избит управляющий делами ЗАО «Роспром» Сергей Колесов. Нападение было замаскировано под уличный разбой.

### Убийство мэра Нефтеюганска Владимира Петухова
26 июня 1998 года по дороге на работу из пистолета-пулемёта был расстрелян мэр Нефтеюганска В. А. Петухов. Убийство было совершено в день рождения Михаила Ходорковского. Вдова Петухова заявила, что причиной убийства могла быть «попытка проверить деятельность НК ЮКОС, вызванная налоговыми неплатежами». За месяц до убийства Петухов публично предупредил руководство ЮКОСа, что если налоги не поступят в бюджет, он добьётся отмены кредита, выделенного «Юганскнефтегазу» и ЮКОСу 15 июня 1998 года Петухов объявил голодовку с требованием возбуждения уголовного дела по факту сокрытия налогов ЮКОСом. 
Первоначально расследование убийства Петухова вела прокуратура Ханты-Мансийского автономного округа, которую тогда возглавлял Юрий Бедерин. В июле 2000 года Бедерин был убит. Незадолго до своей смерти Бедерин заявил, что готов назвать заказчиков убийства Петухова, при этом сказав: «Все заказные убийства в округе так или иначе связаны с нефтью». Через полгода после убийства Бедерина расследование дела об убийстве Петухова было приостановлено прокуратурой Ханты-Мансийского автономного округа «в связи с неустановлением личности преступника».

### Покушение на Ольгу Костину
В ноябре 1998 года у тамбурной двери, ведущей к квартире родителей бывшего советника по общественным связям председателя совета директоров промышленно-финансового объединения «МЕНАТЕП» Михаила Ходорковского Ольги Костиной, была взорвана бомба. 
По словам Костиной, ещё в 1999 году у следствия были подозрения о связях её дела с МЕНАТЕПом. Причем, сразу же после взрыва Костина заявила, что не имеет представления о том, кто мог быть заказчиком преступления. Через некоторое время она рассказала в интервью журналу «Огонек», что во время работы в мэрии конфликтовала с пресс-секретарем мэрии Москвы Сергеем Цоем. После этих откровений ей пришлось покинуть и мэрию. Теперь Ольга Костина уверена, что за покушением стоял «ЮКОС». На вопрос, откуда она узнала о Пичугине, Ольга Костина ответила: от следователя Генпрокуратуры. 
В 2000 году за организацию взрыва у тамбурной двери квартиры родителей Костиной и другие преступления были приговорены к различным срокам лишения свободы четверо уроженцев Тамбова — Игорь Коровников, Павел Попов, Владимир Кабанец и Денис Эрбес.

### Покушения на Евгения Рыбина
24 ноября 1998 года в Москве было совершено покушение на главу австрийской нефтяной компании «East petroleum handelsgas GmbH» Евгения Рыбина. Преступник выстрелил в Рыбина из пистолета-пулемёта, когда тот вышел из дома топ-менеджера ЮКОС-EP Леонида Филимонова. Рыбин и Филимонов обсуждали состоявшиеся до этого безуспешные переговоры ЮКОСа с Рыбиным о возврате нескольких десятков миллионов долларов, которые в начале 1990-х годов были вложены компанией «Ист Петролеум» в развитие двух нефтяных месторождений, приватизированных ЮКОСом. 5 марта 1999 года на Рыбина было снова совершено покушение: в Московской области преступники расстреляли его автомобиль из автомата и гранатомета, в результате чего погиб водитель Николай Федотов и два охранявших Рыбина сотрудника милиции. Рыбин обвинил в организации покушений руководство ЮКОСа.
В ноябре 2000 года по делу о первом покушении на Рыбина к 11 годам лишения свободы был осуждён Евгений Решетников, который был исполнителем преступления.

### Убийство супругов Гориных
23 ноября 2002 года были похищены тамбовский предприниматель Сергей Горин и его супруга Ольга Горина, их тела так и не нашли. При этом не установлены ни исполнители, ни посредники преступления, а обвинение было построено на основании показаний одного из главных свидетелей обвинения ранее осужденного на пожизненное заключения Коровникова, якобы слышавшего от Горина, что ему угрожал Пичугин. 
До июня 2003 года дело об убийстве Гориных находилось в производстве Тамбовской прокуратуры.

## Расследование и судебные процессы с 2003 года
В мае 2003 года расследование дела о покушениях на Рыбина было возобновлено и перешло в производство Генеральной прокуратуры Российской Федерации.
В июне 2003 года дело об убийстве Гориных было истребовано Генпрокуратурой.
19 июня 2003 года Пичугин был задержан. 26 июня 2003 года Генеральная прокуратура предъявила Пичугину обвинение в убийстве Гориных. В августе 2003 года Пичугину было предъявлено обвинение в угрозе убийством предпринимателю Сергею Лобикову, а также покушениях на управделами «Роспрома» Сергея Колесова и на Ольгу Костину, бывшего советника по общественным связям председателя совета директоров промышленно-финансового объединения «МЕНАТЕП» Михаила Ходорковского. Как утверждало следствие, Пичугин обратился к Горину с просьбой провести «акцию устрашения» по отношению к Костиной. У дверей квартиры её родителей была взорвана бомба. Затем Горин начал шантажировать Пичугина и требовать, чтобы тот устроил его супругу на высокооплачиваемую работу. После этого, по версии Генпрокуратуры, Пичугин и ликвидировал Гориных — они были похищены из своего дома, и найти их так и не удалось.
4 июня 2004 года уголовное дело в отношении Пичугина было передано в Московский городской суд. В ходе процесса эпизод с Лобиковым был снят за истечением срока давности. Судебный процесс был закрытым, несмотря на протесты адвокатов и требование Парламентской ассамблеи Совета Европы.
Главным свидетелем обвинения был Игорь Коровников, который в 2000 году был приговорён к пожизненному заключению за серию изнасилований и убийств с особой жестокостью. Отбывая заключение, Коровников вспомнил, что Пичугин пытался «заказать» ему Горина.
30 марта 2005 года Мосгорсуд на основании вердикта присяжных приговорил Пичугина к 20 годам лишения свободы с отбыванием наказания в колонии строгого режима. Суд признал Пичугина виновным в том, что он по поручению совладельца ЮКОСа Леонида Невзлина организовал убийство супругов Гориных, покушение на Ольгу Костину, избиение Сергея Колесова. 14 июля 2005 года Верховный суд России оставил в силе приговор Мосгорсуда.
14 апреля 2005 года Генпрокуратура России предъявила Пичугину обвинение в организации убийства мэра Нефтеюганска В. А. Петухова, в организации убийства директора московской компании «Торговая фирма „Феникс“» Валентины Корнеевой, в организации покушений в 1998 и в 1999 годах на главу австрийской нефтяной компании «Ист Петролеум» Евгения Рыбина.
В июле 2005 года расследование второго уголовного дела в отношении Пичугина было завершено. 6 марта 2006 года оно было передано в Мосгорсуд. 16 мая 2006 года суд начал рассмотрение дела по существу.
Согласно Вере Васильевой, участник «второго дела» Михаил Овсянников отказался от признательных показаний, заявив о давлении следствия.
17 августа 2006 года Мосгорсуд приговорил Пичугина к 24 годам лишения свободы с отбыванием наказания в колонии строгого режима. Прокуратура обжаловала этот приговор в Верховном суде России, который 21 февраля 2007 года отменил приговор и направил дело на новое рассмотрение в Мосгорсуд.
6 августа 2007 года Мосгорсуд приговорил Пичугина к пожизненному заключению с отбыванием наказания в колонии особого режима. Суд признал Пичугина виновным в убийствах Корнеевой и Петухова, в покушениях на убийство Рыбина, в убийстве Николая Федотова и ещё в трёх покушениях. 31 января 2008 года Верховный суд России оставил в силе этот приговор, отклонив кассационную жалобу адвокатов Пичугина.
21 апреля 2008 года на заседании Мосгорсуда по делу Леонида Невзлина двое свидетелей обвинения по делу Пичугина — Геннадий Цигельник и Евгений Решетников — отказались от своих прежних показаний, заявив, что оговорили Невзлина и Пичугина под давлением следствия в обмен на смягчение наказания. Решетников и Цигельник были признаны судом непосредственными исполнителями убийства Петухова и покушений на убийство Рыбина. На суде адвокаты Пичугина заявили, что эти подсудимые неоднократно меняли показания во время следствия и до 2005 года не упоминали на допросах фамилий менеджеров ЮКОСа.
На тех же слушаниях в Мосгорсуде по эпизоду с Колесовым был допрошен бывший сотрудник милиции, который заявил, что при проверке инцидента им не было установлено связи с ЮКОСом и что впервые в его практике дело о телесных повреждениях потребовала Генпрокуратура.
Оба суда присяжных по делу Пичугина квалифицировали избиение Виктора Колесова в 1998 году как «бандитское нападение», тем не менее Генпрокуратура при передаче «дела Невзлина» в суд сохранила формулировку следствия как «покушение на убийство». С этим в Мосгорсуде не согласился пострадавший Колесов, менеджер среднего звена в ЮКОСе, выразив недоумение, что организатором покушения на него является крупнейший акционер ЮКОСа: «Где он, а где я? У нас были разные ступени иерархической деятельности». По мнению Генпрокуратуры, именно профессиональный рост Колесова мешал одному из совладельцев ЮКОСа, что якобы послужило причиной его физического устранения.
Игорь Сутягин утверждал, что на одном из допросов в тюрьме Лефортово к Пичугину применили сильнодействующее психотропное вещество. По мнению Сутягина, такими веществами ФСБ добивалось ответов в пользу обвинения вопреки сознанию допрашиваемого. Об этом же через своих адвокатов заявлял сам Пичугин в ходе следствия.
Европейский суд по правам человека в 2012 году усмотрел в разбирательстве по первому делу Пичугина нарушения статей 5 и 6 Европейской конвенции о защите прав человека и основных свобод. Нарушениями были признаны недостаточно обоснованное избрание в качестве меры пресечения заключения под стражу, затягивание и незавершённость процесса обжалования избрания этой меры пресечения, а также рассмотрение дела судом в закрытом режиме, позволение судьи свидетелю обвинения Коровникову не отвечать на один из вопросов защитника, отвод судьёй других вопросов защитника.
Тем не менее 23 октября 2013 года Президиум Верховного суда Российской Федерации принял решение об отказе отправить дело Пичугина на новое рассмотрение и лишь ограничился тем, что отменил ряд постановлений Басманного районного суда Москвы и Мосгорсуда о продлении Пичугину срока пребывания под стражей во время следствия и судебного процесса (что не имело практического значения).
В июне 2017 года Европейский суд по правам человека присудил Пичугину компенсацию в размере более 15 тысяч евро по второму уголовному делу. На основании этого постановления Президиум Верховного суда Российской Федерации 24 октября 2017 года объявил о пересмотре дела, но затем оставил в силе прежний приговор.